# 2,3-dihidrofurano
El 2,3-dihidrofurano es un compuesto heterocíclico. Es uno  de los éteres enólicos sencillos. Fórmula: C4H6O; masa molar: 70.09 g•mol-1; densidad: 0,927 g/mℓ; punto de ebullición: 54,6 °C.